# Норман, Эгертон Герберт
Эгертон Герберт Норман (англ. Egerton Herbert Norman; 1 сентября 1909 — 4 апреля 1957) — канадский дипломат и историк.

## Ранняя жизнь и образование
Родился и вырос в городе Каруидзава, Япония, учился в колледже Виктория в университете Торонто и Тринти-колледж (Кембриджский университет). В 1936 году он поступает на аспирантуру японской истории в Гарвардском университете, где он учился вместе с Эдвином Райшауэром. Норман присоединился к канадской дипломатической службе в 1939 году, получил докторскую степень в 1940 году.

## Дипломатическая служба
Первый пост он получил в дипломатической миссии в Токио. После нападения на Перл-Харбор в декабре 1941, Норман был интернирован японскими властями; он не был репатриирован в Канаду до середины 1942, где он продолжал работать в Министерстве иностранных дел и международной торговли Канады. Во время оккупации Японии после её поражения в войне, Норман служил канадским представителем администрации главнокомандующего союзными оккупационными войсками и работал под руководством Дугласа Макартура. Норман также стал первым послевоенным президентом Азиатского общества Японии. Помимо своей дипломатической деятельности, Норман оставался активным учёным, написал ряд работ по истории Японии, которые до сих пор высоко ценится многими историками.

## Споры и самоубийство
Между 1950 и 1952 годами, во время маккартизма, Норман подозревался в связях с коммунистами и, возможно, был советским агентом. Ещё в студенческие годы Норман привлекался в различные коммунистические общества; также Норман принимал различные решения во время оккупации Японии союзниками, поддерживающие коммунистов: в частности, он позволил продолжить свою деятельность Коммунистической партии Японии, в то время, как все другие партии находились под запретом. Норман был в результате оправдан, но американские дипломаты по-прежнему были не рады его присутствию в министерстве. Происходили конфликты различного рода с Государственным Департаментом США, который отказался отправлять конфиденциальную информацию через Нормана. Норман получил должность Верховного комиссара Новой Зеландии, чтобы задобрить американских властей и изолировать его от стресса и пристального внимания американской разведки.
В 1957 году Нормана вновь начал подозревать Сенатский подкомитет внутренней безопасности США. В апреле того же года он покончил с собой в Каире, где он служил в качестве посла Канады в Египте, спрыгнув на крышу посольства Швеции. Это было восьмиэтажное жилое здание, в котором шведский министр в Каире занимал верхний этаж. Норман оставил краткую предсмертную записку, утверждая о своей невиновности. Произошедшее нанесло определённый вред канадско-американским отношениям.
Обстоятельства смерти Нормана до сих пор достоверно неизвестны. В 1994 году доктор Джон Хоус предположил, что Норман покончил с собой, поскольку был обеспокоен тем, что обвинения в связях с коммунистами могут поставить под угрозу переговоры во время Суэцкого кризиса. Норман похоронен на Римском некатолическом кладбище.

## Публикации
- Norman, E. Herbert. Japan's Emergence as a Modern State: Political and Economic Problems of the Meiji Period (англ.). — International Secretariat, Institute of Pacific Relations, 1940.
  - Норман, Герберт Становление капиталистической Японии. Экономические и политические проблемы периода Мэйдзи. / Сокр. пер. с англ. П. П. Топеха. — М.: Издательство иностранной литературы, 1952. — 231 с.
- Norman, E. Herbert. Soldier and Peasant in Japan: The Origins of Conscription (англ.). — International Secretariat, Institute of Pacific Relations, 1943.
- Norman, E. Herbert. Ando Shoeki and the Anatomy of Japanese Feudalism (англ.). — Asiatic Society of Japan, 1949.
- Норман, Герберт Возникновение современного государства в Японии. Солдат и крестьянин в Японии / Перевод с англ. П. П. Топеха. — М.: Издательство иностранной литературы, 1961. — 296 с.